# Bardanes Turek
Bardanes Turek (gr. Βαρδάνης ὁ Τοῦρκος) – bizantyński uzurpator w 803 roku.

## Życiorys
Był patrycjuszem, strategiem temu Anatolikon. W 803 wojsko zbuntowane przeciwko Niceforowi I obwołano go cesarzem wbrew jego woli. W zamian za amnestię złożył broń. Niebawem został zmuszony do przywdziania habitu i oślepiony. 